# Соленн Фіге
Соленн Фіге (фр. Solenne Figuès, 6 червня 1979) — французька плавчиня.
Призерка Олімпійських Ігор 2004 року, учасниця 1996 року.
Чемпіонка світу з водних видів спорту 2005 року.
Чемпіонка Європи з водних видів спорту 2004 року, призерка 2000 року.
Призерка Чемпіонату Європи з плавання на короткій воді 2001, 2002 років.
Переможниця літньої Універсіади 2003 року.